# Gävle (comuna)
A Comuna de Gävle (em sueco: Gävle kommun;  PRONÚNCIA) ou Gevália é uma comuna da Suécia localizada no condado de Gävleborg. Sua capital é a cidade de Gävle. Tem uma área de 1 614 quilómetros quadrados e havia 101 455 habitantes em 2018.

## Geografia
A comuna está coberta por grandes florestas, com inúmeros lago. A sua costa é banhada pelo Mar Báltico, com um arquipélago de ilhas cobertas por florestas e ilhas rochosas nuas.

## Localidades
| Localidade | População |
| ---------- | --------- |
| Gävle      | 76 761    |
| Valbo      | 7 790     |
| Forsbacka  | 1 724     |
| Bergby     | 1 562     |
| Hedesunda  | 1 124     |

## Economia
A economia está baseada em empresas metalo-mecânicas e florestais, dispondo ainda de indústria alimentar e eletrónica.

## Infraestrutura

### Rodovias
- E4 (Haparanda - Gevália – Helsimburgo) [3]
- E16 (Gävle - Torsby – Bergen) [3]

### Ferrovias
- Linha Estocolmo – Sundsvália[3]

## Património turístico
Alguns pontos turísticos mais procurados atualmente são: 
- Parque de Furuvik (Furuviksparken) [6]
- Bode de Gevália (Gävlebocken) [7]
- Museu  da Ferrovia (Sveriges järnvägsmuseum)
- Cidade antiga de Gefle (Gamla Gefle)
- Bönan (Aldeia piscatória de Bönan)
- Museu das Prisões (Sveriges fängelsemusum)